# ضغط الصدر
ضغط الصدر أو تمرين ضغط المقعد هو تمرين لتدريب الأثقال حيث يضغط الشخص على وزن لأعلى أثناء الاستلقاء أفقيًا على مقعد تدريب الأثقال. تمرين ضغط المقعد هو حركة مركبة، حيث أن العضلات الأساسية المشاركة هي العضلة الصدرية الكبرى، والدالية الأمامية، والعضلة ثلاثية الرؤوس العضدية. وتشارك العضلات الأخرى الموجودة في الظهر والساقين والجذع في تحقيق الاستقرار. يتم استخدام قضيب الحديد بشكل عام لحمل الوزن، ولكن يمكن أيضًا استخدام زوج من الدمبل.
يعد تمرين ضغط مقعد الباربل أحد التمارين الثلاثة في رياضة رفع الأثقال إلى جانب تمرين الرفعة المميتة وتمرين القرفصاء، وهو التمرين الوحيد في رفع الأثقال البارالمبي. كما يتم استخدام تمرين ضغط المقعد على نطاق واسع في تدريب الأثقال، وكمال الأجسام، وأنواع أخرى من التدريب لتطوير عضلات الجزء العلوي من الجسم، وخاصة العضلة الصدرية الكبرى. لتحسين قوة الجزء العلوي من الجسم، والقدرة، والقدرة على التحمل للأداء الرياضي والمهني والوظيفي بالإضافة إلى تطوير العضلات، يتم استخدام تمرين ضغط المقعد بالباربل بشكل متكرر.

## حركة
لأداء تمرين ضغط البنش بشكل صحيح، يستلقي الشخص على ظهره على مقعد مسطح مع تثبيت القدمين بقوة على الأرض ووضع وزن الجسم على الأرداف والفخذين العلويين، مع الحفاظ على تقوس طبيعي للظهر. يتم إمساك قضيب الحديد (الباربل) بكلتا اليدين ورفعه إلى مسافة الذراع الكاملة، ثم خفضه ببطء حتى يلامس الجزء العلوي من الصدر. بعد التوقف للحظة، يُدفع القضيب مجددًا إلى الأعلى حتى تُمد الذراعان بالكامل ويُقفل المرفقان، مما يُكمل تكرارًا واحدًا. لتحسين الأداء وضمان سلامة التمرين، يُنصح باستخدام تقنيات مثل التنفس العميق، حيث يتم أخذ شهيق قبل خفض الوزن والزفير أثناء رفعه، والضغط على القدمين لتثبيت الجسم وتعزيز القوة، بالإضافة إلى تقوس الظهر بشكل مدروس لتوزيع الوزن على الجسم بشكل متوازن. على الرغم من الانتقادات التي تُوجه للتقوس الخلفي، فإنه يُعتبر طريقة فعالة وآمنة لتحسين أداء تمرين ضغط البنش وضمان مشاركة جميع عضلات الجسم الأساسية في العملية.

## تاريخ
لقد شهد تمرين ضغط المقعد تطورًا كبيرًا على مر السنين، حيث انتقل من تمارين الأرض والجسر ورمي البطن إلى الأساليب الحديثة التي يعتمدها لاعبو كمال الأجسام ورفع الأثقال اليوم. بدأ هذا التمرين يكتسب شهرة منذ أواخر الخمسينيات، وأصبح جزءًا أساسيًا من تمارين الصدر. وعلى الرغم من أن تمارين الانخفاض الموازي تُعتبر أكثر أمانًا، حيث لا تتطلب وجود مراقبين أو قضبان أمان، إلا أن تمرين ضغط المقعد تفوق عليها في الشعبية خلال تلك الفترة وأصبح الخيار القياسي.
في بدايات هذا التمرين، كان الضغط الأرضي الصارم هو الطريقة الأكثر استخدامًا. في عام 1899، استخدم جورج هاكنشميت، مبتكر تمرين القرفصاء باستخدام قضيب الحديد، قضيبًا بطول 48 سم (19 بوصة) لتنفيذ ضغط صارم على الأرض بوزن 164 كيلوغرامًا (362 رطلاً)، محققًا بذلك رقمًا قياسيًا استمر لمدة 18 عامًا. في عام 1916، حطم جو نوردكويست هذا الرقم بفارق كيلوغرام واحد فقط (2.2 رطل)، مما أضاف خطوة جديدة في مسيرة تطور التمرين.
مع مرور الوقت، بدأت أساليب جديدة في الظهور، حيث أدرك رافعو الأثقال أن عضلات الأرداف القوية يمكن أن تساعدهم في رفع القضيب من الأرض إلى فوق الرأس. كانوا يستلقون على الأرض، يضعون القضيب فوق بطونهم، ثم يؤدون حركة جسر ألوية متفجرة لدفع القضيب إلى الأعلى، مما عزز أدائهم وقدرتهم على التحكم في الوزن.
على مدار السنوات، تطورت تقنيات التدريب والرفع بشكل كبير، مدعومة بتحسينات في التقنيات والأساليب وحتى الأدوية. ونتيجة لذلك، ارتفع الرقم القياسي لرفع ضغط المقعد بشكل ملحوظ، حيث زاد من 164 كيلوغرامًا (362 رطلاً) إلى 355 كيلوغرامًا (783 رطلاً)، وهو رقم قياسي خام حققه يوليوس مادوكس في حوالي 100 عام، مما يعكس رحلة تطور هذا التمرين ودوره الأساسي في عالم رفع الأثقال.

## العضلات
يستخدم تمرين ضغط المقعد التقليدي العضلة الصدرية الكبرى والدالية الأمامية والعضلة ثلاثية الرؤوس العضدية لتقريب الكتف أفقيًا. أثناء الضغط على مقعد مسطح، يتم تنشيط عضلات الصدر الكبرى والصغرى. يستخدم التمرين أيضًا العضلة ثلاثية الرؤوس والعضلة المرفقية لتمديد المرفقين. تعتبر العضلة ثلاثية الرؤوس أكثر أهمية في نهاية الضغط للمساعدة في إكمال وتثبيت المرفقين. مع الشكل الصحيح، سيتم استخدام أجزاء من العضلة الدالية للمساعدة في إجراء الرفع، بما في ذلك العضلة الدالية الأمامية. تعمل المسافة الأوسع بين اليدين على التركيز بشكل أكبر على ثني الكتف، بينما تعمل المسافة الضيقة بين اليدين على استخدام المزيد من تمديد الكوع. وبسبب هذا، فإن المسافة الأوسع بين اليدين مرتبطة بتدريب عضلات الصدر، والمسافة الأضيق بين اليدين مرتبطة بتدريب العضلة ثلاثية الرؤوس. يساعد التباعد بين اليدين بشكل وثيق وواسع على تدريب منطقة الدالية.
إضافة إلى العضلات الطورية الرئيسية (الديناميكية)، يستخدم تمرين ضغط المقعد أيضًا العضلات التوترية (المثبتة)، بما في ذلك مثبتات لوح الكتف ( العضلة المنشارية الأمامية والمتوسطة والسفلى )، ومثبتات رأس العضد ( عضلات الكفة المدورة )، والعضلات الأساسية ( العضلة المستعرضة للبطن، والعضلة المائلة، والعضلة متعددة الأجزاء، والعضلة المنتصبة للعمود الفقري، والعضلة المربعة القطنية ).

## الاختلافات
تتضمن أشكال تمرين ضغط المقعد مجموعات مختلفة من العضلات، أو تتضمن نفس العضلات بطرق مختلفة:
- تمرين الضعط على المقعد

- تمرين الضغط على المقعد المائل: يتضمن تمرين الضغط على المقعد المائل كلا جزئي العضلة الصدرية الكبرى ولكنه يركز على الرأس السفلي (القصي) وكذلك العضلة الدالية الأمامية. يُفترض أن يشير مصطلح "تمرين الضغط على المقعد" في حد ذاته إلى تمرين الضغط على المقعد المسطح.

- تمرين الضغط على المقعد المائل: يرفع التمرين المائل الكتفين ويخفض الحوض كما لو كنت مستلقيًا على كرسي؛ يركز هذا الاختلاف على العضلة الدالية الأمامية مع التركيز قليلاً على الرأس العلوي (الترقوة) للعضلة الصدرية الكبرى. يُطلق على هذا الاختلاف تمرين الضغط على المقعد المائل.

- تمرين الضغط على المقعد المائل: يرفع التمرين المائل الحوض ويخفض الرأس ويركز على الجزء السفلي من العضلة الصدرية الكبرى مع دمج الكتفين والعضلة ثلاثية الرؤوس.

#### القبضة
- القبضة العكسية: يستخدم تمرين الضغط على المقعد باستخدام القبضة العكسية قبضة من أسفل (مقلوبة) على العارضة. تعمل القبضة المقلوبة على تدوير عظم العضد خارجيًا، مما يضع الكتفين في وضع أكثر ملاءمة للرفع، مما يقلل من احتمالية الإصابة دون المساس بنطاق الحركة. كما أنها تؤكد على الرأس الترقوي للعضلة الصدرية الكبرى أكثر من تمرين الضغط على المقعد المائل. في المرحلة اللامركزية من الرفع، سيخلق مسار العارضة قوسًا أكبر ويلمس في النهاية نقطة على الصدر أقل مقارنة بتمرين الضغط على المقعد العادي، لأن الذراعين العلويين والمرفقين أقرب إلى الجسم والزاوية بين عظم العضد والجذع أصغر.

القبضة الضيقة (القبضة الضيقة): تمرين الضغط على المقعد يتم أداؤه باليدين متقاربتين. ويعتمد على العضلة ثلاثية الرؤوس لإكمال حركة الضغط. يُطلق على هذا التمرين اسم تمرين الضغط على المقعد بقبضة ضيقة، ويُفضَّل أداء هذا التمرين مع وضع الذراعين في وضع شبه عمودي لتقليل الضغط الواقع على المعصمين والمرفقين والكتفين. كما يمكن أداء تمرين الضغط على المقعد بقبضة ضيقة باستخدام الدمبل أو قضيب الحديد بقبضات محايدة.
- القبضة الواسعة: تمرين الضغط على المقعد مع وضع اليدين بعيدًا عن بعضهما البعض. فهو يقصر نطاق الحركة، ويقلل من مساهمة العضلة ثلاثية الرؤوس.

- القبضة الانتحارية (القبضة الزائفة، القبضة بدون إبهام): بدلًا من لف الإبهام أسفل قضيب الحديد، يوضع الإبهام بجوار السبابة حيث يجلس فوق قضيب الحديد. وعلى الرغم من إيجابياتها وسلبياتها، إلا أن القبضة الانتحارية تُستخدم أحيانًا لأنها تضع الرسغ في وضع أفضل، مما يحافظ على أمان الكتفين، ويسمح لرافعي الأثقال بتنشيط عضلة ثلاثية الرؤوس بشكل أكبر. تُعتبر هذه القبضة غير آمنة لأنها تعرضك لخطر تدحرج القضيب من يد الرافع، مما قد يتسبب بدوره في إصابة بسبب قضيب الحديد الساقط.

#### أهداف خفض مختلفة
يمكن للرافع أن يختار خفض الشريط إلى مستوى الحلمة، أو إلى الناتئ الخنجري، أو حتى أبعد من ذلك، إلى البطن.
من ناحية أخرى، قد يخفض الرافع الشريط إلى نقطة عالية جدًا على الصدر، أو حتى إلى الرقبة؛ يُطلق على هذا الاختلاف الأخير اسم ضغط المقصلة ويؤكد على عضلات الصدر العلوية.
- الاستقرار المتغير: يمكن أداء تمرين الضغط على المقعد مع تعديلات مختلفة لجعل الرافع أو الوزن أقل استقرارًا. تشمل الأمثلة الرفع على كرة سويسرية، أو استخدام الدمبل بدلاً من قضيب الحديد، أو الرفع بالساقين على المقعد أو في الهواء.
- التناوب على الذراعين: يتضمن ذلك استخدام زوج من الدمبل ورفع وخفض أحدهما ثم رفع وخفض الآخر؛ أو رفع أحدهما أثناء خفض الآخر في تسلسل متناوب.
- ذراع واحدة: يتضمن ذلك استخدام دمبل واحد ورفعه بذراع واحدة. عندما يتم تدريب كلتا الذراعين بهذه الطريقة الأحادية الجانب، يمكن أن يساعد ذلك في ضمان قيام الذراعين بنفس مقدار العمل وتقليل أي اختلالات عضلية مفرطة. على سبيل المثال، في تمرين الضغط على المقعد القياسي باستخدام قضيب الحديد، قد يؤدي الذراع الأيمن 55% من العمل والذراع الأيسر 45٪. ومع ذلك، إذا تم استخدام الذراع اليمنى أو اليسرى بشكل منفرد، فيمكن التأكد من أن كل ذراع تؤدي 100% من العمل لهذا الرفع المعني. يمكن أن يعني هذا أن قوة الذراعين اليمنى واليسرى تتطور بشكل أكثر توازناً. يمكن أن يعني تمرين الضغط على المقعد بيد واحدة أيضًا مستويات أعلى من تنشيط الجذع.
- مقاومة متغيرة: يمكن أداء تمرين الضغط على المقعد باستخدام سلاسل أو أشرطة متصلة بأي طرف من طرفي قضيب الحديد. يمكن استخدامها لتقوية نطاق الحركة العلوي في الحركة وتطوير القوة المتفجرة في تمرين الضغط على المقعد. هذا يعني أن النسبة المئوية لـ 1RM المرفوعة للمرحلة الأقوى تتطابق بشكل أوثق مع النسبة المئوية لـ 1RM للمرحلة السفلية الأضعف على سبيل المثال، يمكن للشخص رفع 60 كجم لتكرار كامل واحد (بما في ذلك المرحلة السفلية الأضعف) ولكن يمكنه رفع 90 كجم للمرحلة العلوية الأقوى. لذا، من خلال إضافة المقاومة، يمكنهم تلبية 1RMs بشكل أفضل، من حيث النسبة المئوية، لكلا مرحلتي القوة. يمكن أن يساعد دمج السلاسل والأشرطة في تطوير القوة المتفجرة في تمرين الضغط على المقعد. البديل هو الجمع بين التكرارات الجزئية الأثقل مع التكرارات الكاملة الأخف.
- التكرار الجزئي: يعني التكرار الجزئي عادةً خفض الشريط جزئيًا قبل رفعه مرة أخرى، أي لنصف تكرار أو ربع تكرار. ولأن هذا نطاق حركة أقوى، يمكن رفع وزن أكبر بكثير. وعند استخدامه مع تكرارات كاملة أخف، يمكن أن يسمح هذا للشخص بضمان أن تكون نسبة 1RM المرفوعة للمراحل الأقوى والأضعف من الحركة أكثر اتساقًا. على سبيل المثال، إذا كانت 1RM هي 100 كجم للمرحلة السفلية و150 كجم للمرحلة العلوية، فإن الضغط بمدى حركة كامل 80 كجم يمثل 80% من 1RM لشخص ما لتكرار كامل ورفع 120 كجم لجزء يظل في المرحلة الأقوى من الحركة يمثل 80% لتلك المرحلة. تمنع التكرارات الكاملة عند 1RM 100 كجم تدريب المرحلة الأقوى من الرفع بأكثر من حوالي 66% من 1RM 150 كجم. يمكن أن يساعد أداء التكرارات الجزئية الأثقل في زيادة القوة والقدرة وتحسين 1RM للشخص لضغط نطاق الحركة الكامل.[11]
- يتضمن شكل مختلف من التكرارات الجزئية تدريب الجزء السفلي الأكثر صعوبة من الحركة من أجل تقويته وتجنب كونه "نقطة توقف" توقف حركة الوزن.
- المجهز: يتم أداء تمرين الضغط على المقعد "المجهز" بقميص صلب وداعم يسمح باستخدام أوزان أكبر. ستحدد المواد وقطع قميص المقعد، بالإضافة إلى مهارة الرافع وقواعد الأداء، مقدار الوزن الإضافي الذي يمكن الضغط عليه بالقميص مقارنة بغيره. يتضح التباين بين أوزان الضغط على المقعد المجهز وغير المجهز (الخام) في تقدم الأرقام القياسية العالمية لضغط المقعد، حيث يتجاوز الرقم القياسي للرفع المجهز الرفع غير المجهز بمئات الأرطال.
- مع إصابة طفيفة: يمكن للأشخاص الذين يعانون من إصابات في الكتف استخدام قضيب حديدي متخصص مثل قضيب السويسري أو قضيب كرة القدم الذي يسمح لهم بالإمساك بالقضيب في قبضة محايدة، مما يقلل من مقدار الدوران الداخلي على الكتف. كما أنه يعمل على إشراك الكتف بشكل أكبر، مما يزيد من القوة في حركات الجزء العلوي من الجسم. هناك اختلاف آخر وهو الضغط السداسي حيث يتم ضغط دمبلين ضد بعضهما البعض، مع توجيه راحة اليد إلى الداخل. وهذا يضع ضغط التمرين على العضلة ثلاثية الرؤوس والصدر الداخلي بدلاً من الكتفين. تمرين الضغط على الأرض هو تمرين آخر يضع ضغطًا أقل على أكتاف الرافع، بسبب نطاق الحركة الأقصر.[12]

## الإصابات المحتملة
يمكن أن يؤدي أداء تمرين الضغط على المقعد إلى الإصابة بأنواع متعددة من الإصابات:
- تمزق الأربطة / الأوتار في الكتفين
- إصابات العضلة شبه المنحرفة
- إجهاد الكوع / الرسغ
- الأضلاع المتشققة أو المكسورة، عادة ما تكون نتيجة لارتداد الشريط عن الصدر لإضافة الزخم إلى الرفع، أو فقدان القوة مما يتسبب في سقوط الشريط على الصدر.
- انحلال العظم الترقوي البعيد: نتوء عظمي أو تآكل في نهاية الترقوة. يجب على الرياضيين الذين يعانون من هذه الحالة تجنب القيام بتمارين الضغط على المقعد.
- تمزق أو تلف الكفة المدورة
- تمزق عضلة الصدر
- اعتلال القرص الفقري العنقي أو في الحالات القصوى إصابة الحبل الشوكي. في حين أن الآلية ليست واضحة، فإن رفع الرقبة أو تقوس الظهر والاتكاء على الجزء السفلي من الرقبة أثناء الضغط على الوزن قد يؤدي إلى إجهاد المنطقة.
- الموت اختناقًا بسبب الحبس تحت القضبان (عدة مرات كل عام).
- تخثر الوريد تحت الترقوة

يمكن تجنب العديد من هذه الإصابات المحتملة باستخدام الدمبل بدلاً من قضيب الحديد، حيث يمكن إسقاط الدمبل دون ضرب الصدر أو الرقبة، كما يسمح أيضًا بدوران خارجي أكبر للكتف مما يمكن أن يساعد في منع إصابات الكتف. وقد أظهرت الدراسات أيضًا أن تمرين الضغط باستخدام الدمبل على المقعد ينشط عضلات الصدر بشكل أكبر، مما قد يؤدي إلى زيادة نمو العضلات.